# 적혈구 염주

젖은 도말에 대한 염주 형성.

동전포갬모양(단수형: rouleau, 연전상) 또는 적혈구 염주(복수형: rouleaux, 적혈구 군집)는 척추동물의 세포가 독특한 원반 모양이기 때문에 형성되는 적혈구(RBC)의 쌓임 또는 응집이다. 원반 모양 RBC의 평평한 표면은 서로 접촉하고 달라붙을 수 있는 넓은 표면적을 제공하여 염주를 형성한다. 이는 혈장 단백질 농도가 높을 때 발생하며, 이로 인해 ESR(적혈구 침강 속도, erythrocyte sedimentation rate)도 증가한다. 이는 질병의 존재를 나타내는 비특이적 지표이다.

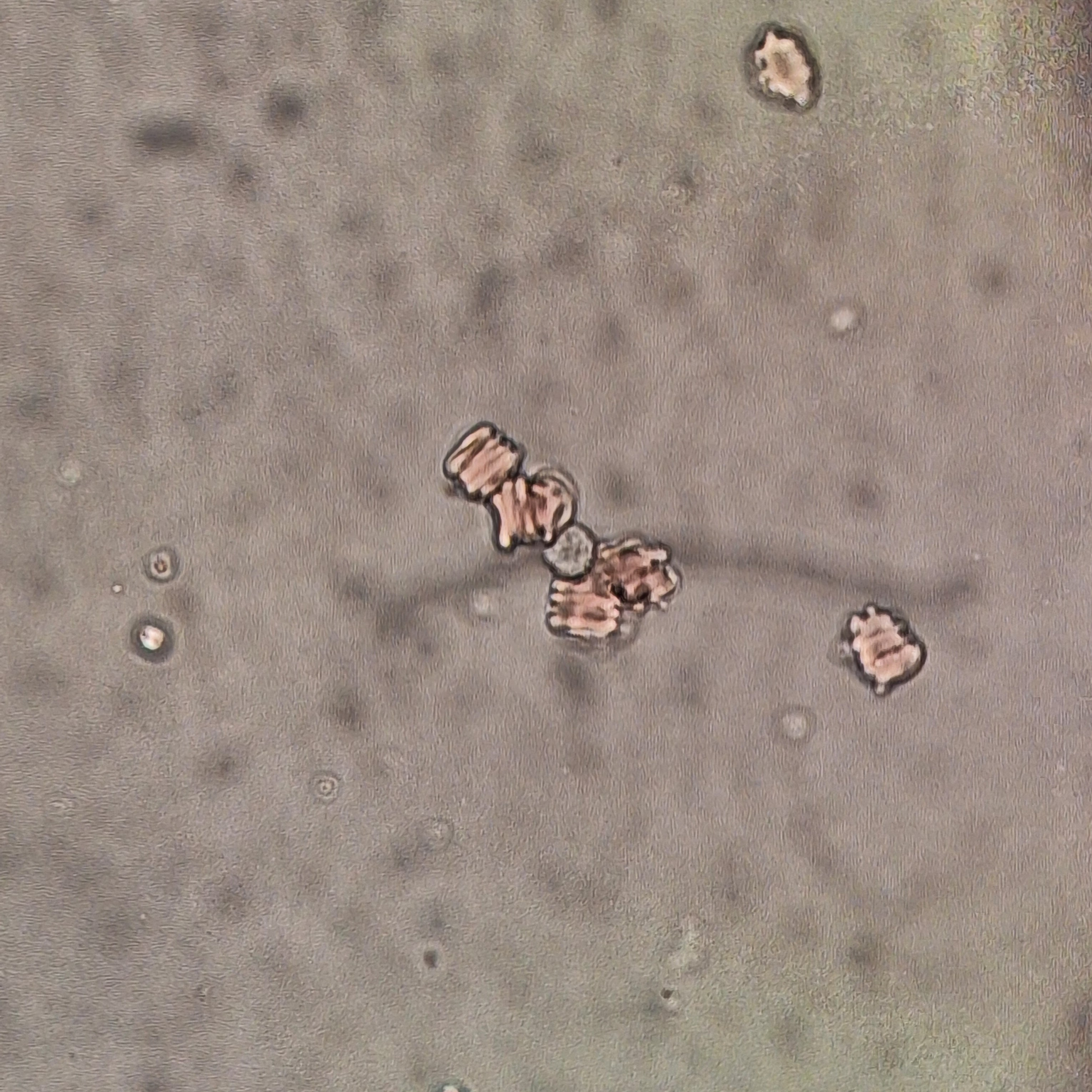
환자의 질 면봉 습식 도말 검사에서 염주 형성.

## 같이 보기
- 혈류학
- 파레이어스 효과